# Ксаверів
Кса́верів — село в Україні, у Коростенському районі Житомирської області. Населення становить 439 осіб.. Входить до складу Малинської міської громади.

## Географія
У селі річка Смичок впадає у Кам'янку. На північно-східній околиці села бере початок річка Студень.

## Історія
- З 1507 року місцевістю під назвою Литвиновичі в Овруцькім повіті на річці Кам'янці, правому притоці річки Уж, володіла родина київських зем'ян Єльців. Згодом Литвиновичам було надане ім'я Ксаверів[2].
- 1634 рік — історична дата утворення с. Ксаверів.[1]
- 1634 рік — перші письмові згадки про Ксаверів, який тоді в офіційних документах згадувався як містечко. В 1634 році польський король Владислав IV, зважаючи на швидке зростання кількості населення Ксаворова, а також на прохання його власника окатоличеного українського магната Ігнатія Єльця, надав містечку Магдебурзьке право. Цим же королівським указом в Ксаверові дозволялося двічі на тиждень (в понеділок і п'ятницю) проводити ярмарки. В 1634 році Ігнатій Єлець подарував єзуїтам власний маєток у Ксаверові. Останні заснували тут свій колегіум і бурсу, прагнучи перетворити містечко на оплот католицизму на Овручині.???
- XVI-XVII століття — це поселення позначене в атласі «Землі Руські» Речі Посполитої періоду XVI—XVII століть, з назвою — «Ksawerow» (польск.).[3]
- 1656 рік — Богдан Хмельницький віддав село Ксаверово Києво-Братському монастирю.[4]
- 1659 рік — мѣстечко Ксаверовъ, под именемъ города Саворова, какъ имѣніе Кіево-Братскаго Богоявленскаго монастыря, упоминается въ актѣ отъ 1659 года 31 декабря, — въ жалованной грамотѣ царя и великаго князя Алексѣя Михайловича, данной на имя Игумена Кіево-братскаго монастыря и ректора Кіевскихъ школъ Іоанникія Голятовскаго съ братіею. Грамота эта читается такъ: "Божіею милостію Мы, Великій Государь Царь и Великій князь Алексѣй Михайловичъ всея Великия і Малыя і Бѣлыя Россіи Самодержецъ Московскій, Киевскій, Владимирскій, Новгородскій, Царь Казанскій, Царь Астраханскій, Царь Сибирскій, Государь Псковскій і Великій князь Литовскій, Смоленскій, Тверскій, Волынскій, Подольскій, Югорскій, Пермскій, Вятцкій, Болгарскій и иныхъ; Государь и Великій князь Нова-города Низовскія земли, Черниговскій, Рязанскій, Полотцкій, Ростовскій, Ярославскій, Бѣлоозерскій, Удорскій, Обдорскій, Кондійскій, Вятебскій, Мстиславскій, и всея сѣверныя страны повелитель и Государь Иверские земли Карталинскихъ и Грузинских Царей и Кабардинские земли Черкаскихъ и Горских князей, и инымъ многимъ Государствамъ и землямъ восточнымъ и западнымъ и сѣвернымъ отчичь и дѣдичь и наслѣдникъ и Государь и обладатель. Пожаловали есмя Киевского братцкого Богоявленскаго монастыря Игумена Иоаникея Голитовского ректора школъ Кіевскихъ съ братьею, что въ нынешнемъ во 16 (?) году били челомъ намъ Великому Государю Богоявленского монастыря Игуменъ Иоаникей з братьею: владѣютъ — де они по привилиемъ Гетмана Богдана Хмельницкого на строение Церквей и школъ маетностями езуицкими, мѣстомъ Саверовымъ со всѣми принадлежностями, да селомъ Мухоѣдами, что было имъ далъ Митрополитъ Могила, а послѣ ево дачи в нынешнее воинское время отнявъ у нихъ братъ Могилинъ продалъ было Санѣге. И Намъ бы, Великому Государю, пожаловать ихъ велѣть имъ тѣ маетности подтвердить Нашею Государскою жаловалною Грамотою, … И Мы, Великій Государь Царь Великій князь Алексѣй Михайловичъ всея Великия и Малыя и Бѣлыя Россіи Самодержецъ братцкого Богоявленскаго монастыря Игумена Иоаникея съ братьею пожаловали мѣстомъ Саворовымъ со всѣми принадлежностями на строение церквей и школъ, да селомъ Мухоѣдами, буде у нихъ на тѣ маетности есть привилия Гетмана Богдана Хмельницкого і впредь буде спору и челобитья отъ козаковъ не будетъ и в роздачу на отдано, владѣть велѣли. … И о томъ велѣли имъ дать Нашу Царского Величества жалованную Грамоту за Нашею Государскою печатью. И по Нашей Государской милости Братцкого Богоявленскаго монастыря Игумену Иоаникею з братью и кто по немъ в томъ монастырѣ иныі Игуменъ и братья будутъ тѣми маетностями, мѣстомъ Саворовымъ и селомъ Мухоѣдами по привилиемъ Гетмана Богдана Хмельницкого, … , буде о томъ о всемъ впредь спору и челобитья не будетъ, владѣть и доходы всякие имать по чему съ тѣхъ селъ имывано наперед сего. Дана ся Наша Царского Величества жалованная Грамота въ нынешнемъ царствующемъ Градѣ Москѣ в лѣта отъ создания миру 7168 (1659 отъ Р. Хр.) мѣсяца декабря 31 дня.[5]
- середина 70-х років XVII ст. в Ксаверові

```
                         - проживало близько 300 жителів. 
```

Переважну більшість населення складали українці. Поряд з ними в містечку проживало 73 євреї, кілька десятків поляків.???
- 1678 рік — єзуїтська колегія переведена з містечка Ксаверів у містечко Овруч.[5]
- 1681 рік — мѣстечко Ксаверовъ упоминается въ актѣ отъ 1681 года 28 января, — въ жалобѣ іезуитской Ксаверовской коллегіи на дворянъ Мошковскихъ — о томъ, что они зохватили земли, завѣщанныя Ельцемъ въ пользу коллегіи, пользовались ими въ продолженіи 12 лѣтъ и отказались возвратить ихъ іезуитамъ.[5]
- 1750 рік — мѣстечко Ксаверовъ упоминается въ актѣ отъ 1750 года 20 октября, — въ показаніяхъ, отобранныхъ въ Кіевскомъ городскомъ судѣ отъ ватажки гайдамацкаго — Ивана Подоляки, заключающихъ въ себѣ подробности о гайдамацкихъ походахъ, кои были совершены подъ начальствомъ Подоляки; здѣсь, между прочимъ, сказано, что Подоляка и его гайдамаки пошли изъ села Ложницы до Ксаверова и «въ Ксаверовѣ взяли у жида рублей сѣмъ».[5]
- 1846-63 роки — у містечку Ксаверів стояв господський (панський) двір.[6]
- 1859 рік — «Ксаверовъ» — містечко поєзуїтське. Перебуває в межах Овручського повіту (уѣзда) Волинської губернії. Відноситься до 1 стану. Знаходиться при річці «Камянка», на відстані від повітового міста — 55 верст, від стану — 30 верст.

```
                         Має 55 дворів де проживає: 
                         - чоловіків - 65, 
                         - жінок - 134, 
                         всього жителів - 199. 
```

Містечко має дерев'яну православну церкву, католичну каплицю, єврейський молитовний дім. (Дані з Списку населених місцевостей 1 стану Овручського повіту (уѣзда) Волинської губернії 1859 року).
- 1860 рік — «мѣстечко Ксаверовъ» знаходиться на річці. Православна громада містечка приписана до Ксаверівського Михайлівського приходу.

```
                         Число прихожан: 
                         - чоловічої статі - 173, 
                         - жіночої статі - 151, 
                         всього - 324 прихожани. 
```

Всі прихожани племені древлян. Прихожани належать до:
```
                         відомства поміщицького: 
                         - чоловічої статі - 169, 
                         - жіночої статі - 144;
                         відомства військового: 
                         - чоловічої статі - 4,  
                         - жіночої статі - 7;
```

(Дані по Ксаверівському Михайлівському приходу).
- 1866 рік — «Ксаверовъ» — містечко приватного володіння. Знаходиться при річці «Каменка», на відстані від повітового міста — 57 верст, від стану — 32 версти.

```
                         Має 56 дворів де проживає: 
                         - чоловіків - 232, 
                         - жінок - 238, 
                         всього жителів - 470. 
                         Зокрема: 
                         - православних: чоловіків - 189, жінок - 196;
                         - старовірів: чоловіків - 2, жінок - 1;
                         - римо-католиків: чоловіків - 3, жінок - 3;
                         - євреїв: чоловіків - 38, жінок - 44.
```

Містечко має дерев'яну православну церкву. (Дані з Списку населених місцевостей 1 стану Овручського повіту (уѣзда) Волинської губернії 1866 року).
- 1869 рік — въ настоящее время въ этом мѣстечке

```
                         жителей всего 232 муж. 238 жен. пола,  
                         въ томъ числѣ 
                         - православныхъ 189 муж. 190 жен., 
                         - раскольниковъ 2 муж. 1 жен., 
                         - римско-католиковъ 3 муж. 3 жен., 
                         - евреевъ 38 муж. 44 жен. 
```

Ксаверовъ отстоитъ отъ Овруча въ 67 верстахъ, лежитъ при рѣчѣ Каменкѣ, состоитъ изъ 73 дворовъ. Недвижимыя имущества жителей оценѣны въ одну тысячу рублей.
- 1870 рік — у Ксаверові

```
                         проживє 401 житель.14 *  
```

- 1885 рік — «Ксаверовъ» — містечко колишнє власницьке Базарської волості Овручського повіту (уѣзда) Волинської губернії. При річці «Каменкѣ», має 50 дворів, де

```
                         проживає 400 жителів. 
```

В селі стоять: православна церква, єврейський молитовний будинок, школа, заїжджий двір, лавка та 2 водяних млина.
- 1888 рік — м. Ксаверовъ при рч. Каменкѣ, волости Базарской, отъ Житомира 120 в., отъ Овруча 67 в., отъ ближ. жел.дор. ст. Кіева 111 в., отъ ближ. пошт. ст. Овруча 67 вер., отъ ближ. прих. с. Недашекъ 6 в. и с. Калиновки 7 в. Мѣстечко это учреждено въ 1634 г. И пользовалось при королѣ польскомъ Владиславѣ III Магдебурскимъ правомъ. Здѣсь была іезуитская колегія, переведенная въ 1678 г. въ Овручъ. Богданъ Хмѣльницкій отдалъ это мѣстечко Кіево-братскому монастырю. Приход 6 кл. Церковь во имя Архистр. Михаила. Построена въ 1781 г. на средства прихожанъ. Деревянная, съ такою же колокольнею, крайне ветха. Копіи метр. книгъ и испов. вѣдомости хранятся съ 1819 г. Однокласн. Училище М. Нар. Пр. есть, а церк. прих. школы нѣтъ. Церков.-приход. попечительство сущест. съ 1887 г. Деревни прихода Савлуки въ 5 вер. и Слобода-Игнатовка въ 5 вер. Дворовъ 155 3/4, прих. 1,261 д. об.п.; раск. 236 д. об. п., евреевъ 82 д. об. п. Свящ. Георгій Никит. Величковскій (съ 1878 года) и псал. Яковъ Исидор. Блонский (съ 1869 г). Къ этому приходу приписана церковь въ с. Дубровѣ въ 8 в.[11]
- 1897 рік — за переписом 1897 року

```
                         кількість мешканців зросла до 1241 особи (601 чоловічої статі та 640
 
— жіночої), 
                         з яких 
                         - 755
 
— православної віри 
                         - 455
 
— юдейської.
[
12
]
```

- 1906 рік — містечко «Ксаверовъ» перебуває в межах Ново-Вробївської волості,

```
                         має 206 двір, 
                         де проживають 1443 жителі чоловічої та жіночої статі. 
```

Відносилось до 1 стану. Поштова адреса — «ст. Малинъ».
- на 1 грудня 1910 року містечко «Ксаверовъ» перебуває в межах Овручського повіту (уѣзда) Ново-Вороб'ївської волості,

```
                         має 206 дворів, 
                         де проживає 1520 жителів чоловічої та жіночої статі. 
```

Найближчі станції: залізнична — «Малинъ» — 23 версти; поштова — «Ксаверовъ» ; телеграфна — «Малинъ» — 23 версти.
- 1913 рік — у «м. Ксаверовъ» та «д. Савлуки» найбільший землевласник «Семеновъ Карпъ Вас.» володіє 346 д. землі.[15]
- 1921 рік — 9 листопада під час Листопадового рейду через Ксаверів проходила Волинська група (командувач — Юрій Тютюнник) Армії Української Народної Республіки. Тут було розстріляно голову і секретаря місцевого осередку комсомолу, які знущалися над селянами.[16]

Того ж 9 листопада 1921 р. через Ксаверів проходила Подільська група (командувач Сергій Чорний) Армії Української Народної Республіки. Проте хтось із селян вказав їй невірний напрямок руху Волинської групи і Подільська група замість південного вирушила у північному напрямку.
- 1941 рік — село Ксаверів перебуває в межах Базарського району,

```
                         має 242 двори в яких проживає 827 мешканців. 
                         З них 
                         - чоловічої статі - 338 
                         - жіночої статі - 489.
[
18
]
```

## Населення

### Мова
Розподіл населення за рідною мовою за даними перепису 2001 року:
| Мова       | Кількість | Відсоток |
| ---------- | --------- | -------- |
| українська | 428       | 97.49%   |
| російська  | 11        | 2.51%    |
| Усього     | 439       | 100%     |

## Відомі люди
- Присяжнюк Микола Володимирович — міністр аграрної політики та продовольства України при Віктор Януковичу, член Партії регіонів, втік за кордон і переховується від слідства після Євромайдану.
- Юзеф Дзєжковський — польський прозаїк і журналіст Польщі. Попередник Львівської богемської літератури.